# Sunday Morning (chanson du Velvet Underground)
Pour les articles homonymes, voir Sunday Morning.
Singles de The Velvet Underground
All Tomorrow's Parties
(1966) White Light/White Heat
(1968)
Pistes de The Velvet Underground and Nico
I'm Waiting for the Man
Sunday Morning est une chanson du groupe américain The Velvet Underground, qui débute leur premier album, The Velvet Underground and Nico (1967) après être sortie en single en 1966.

## Enregistrement
Sunday Morning est la dernière chanson enregistrée pour The Velvet Underground and Nico, à la fin de l'année 1966, à la demande du producteur Tom Wilson, qui pense que l'album a besoin d'une autre chanson avec Nico comme chanteuse principale pour donner un single susceptible d'avoir du succès. Lou Reed et John Cale écrivent la chanson un dimanche matin (sunday morning) avec la voix de Nico en tête. Avant de l'enregistrer, le groupe la joue en concert avec Nico au chant.
Wilson conduit le groupe dans un studio d'enregistrement de New York en novembre. Reed annonce au dernier moment qu'il se chargera du chant, ce à quoi s'oppose le manager du groupe, Paul Morrissey, convaincu que la voix de Reed est beaucoup moins vendeuse que celle de Nico. À la place, Nico chante les chœurs sur ce morceau.
Destinée à être un « hit », Sunday Morning bénéficie d'une production beaucoup plus riche et professionnelle que les autres chansons de l'album. En fait, l'inclusion de cette chanson sur l'album semble être venue après coup : sur la bande master finale de la face A de l'album, Sunday Morning est seulement crayonné au-dessus de I'm Waiting for the Man[citation nécessaire].
L'usage d'un célesta sur la chanson est une idée de John Cale qui, voyant cet instrument dans le studio, décide de l'utiliser pour la chanson.

### Personnel
- Lou Reed : chant, lead guitar
- John Cale : célesta
- Sterling Morrison : guitare basse
- Maureen Tucker : percussions
- Nico : chœurs

## Reprises
Sunday Morning a été reprise par divers groupes, dont Bettie Serveert, Chris Coco & Nick Cave, Nina Hagen, James, Oh-OK, Elizabeth Cook, Orchestral Manoeuvres in the Dark, The Queers, et Matthew Sweet & Susanna Hoffs. Belle and Sebastian et Beck Hansen l'ont interprétée en concert.
En 2007, Tai-Luc, chanteur de La Souris Déglinguée reprend Sunday Morning sur l'album Jukebox.
En 2015 Børns et Petite Meller reprenne également le titre.

## Utilisations dans les médias
La chanson est présente dans le film Ils se marièrent et eurent beaucoup d'enfants (2004) d'Yvan Attal.
La chanson est présente dans la série Netflix Poupée Russe, épisode 3 saison 2.